# Třída Amiral Charner
Třída Amiral Charner byla třída pancéřových křižníků francouzského námořnictva. Celkem byly postaveny čtyři jednotky této třídy. Ve službě byly v letech 1894–1920. Účastnily se první světové války. Jeden byl ve válce potopen, jeden ztroskotal a dva byly vyřazeny.

## Stavba
Celkem byly postaveny čtyři jednotky této třídy. Do služby byly přijaty v letech 1894–1896.
Jednotky třídy Amiral Charner:
| Jméno             | Loděnice                                      | Založení kýlu | Spuštěna    | Vstup do služby | Poznámka                                                                                            |
| ----------------- | --------------------------------------------- | ------------- | ----------- | --------------- | --------------------------------------------------------------------------------------------------- |
| Amiral Charner    | Arsenal de Rochefort                          | červenec 1889 | březen 1893 | 1894            | Dne 8. února 1916 byl poblíž Bejrútu potopen německou ponorkou SM U-21.                             |
| Bruix             | Arsenal de Rochefort                          | říjen 1890    | srpen 1894  | květen 1896     | Vyřazen 1920.                                                                                       |
| Chanzy            | Chantiers et Ateliers de la Gironde, Bordeaux | 1890          | leden 1894  | 1894            | Dne 30. května 1907 ztroskotal jižně od Šanghaje. Nepodařilo se jej uvolnit a za 10 dní byl zničen. |
| Latouche-Tréville | Arsenal de Brest                              | 1890          | říjen 1892  | 1895            | Vyřazen 1919. Sešrotován 1926.                                                                      |

## Konstrukce

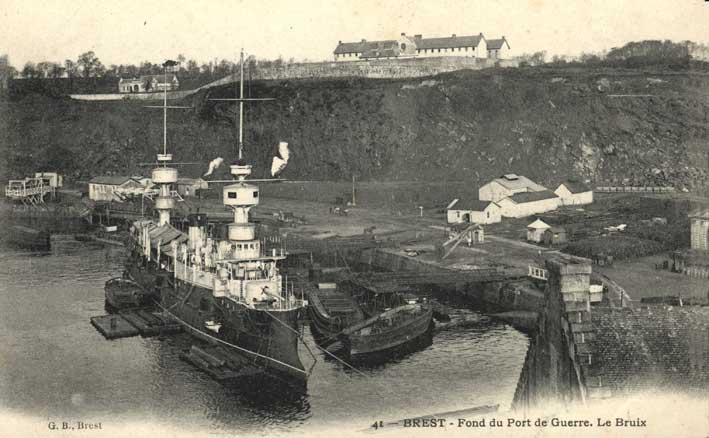
Bruix

Hlavní výzbroj tvořily dva 194mm kanóny v jednodělových věžích na přídi a na zádi, které doplňovalo šest 138,6mm kanónů sekundární ráže v jednodělových věžích na bocích trupu. Dále nesly čtyři 65mm kanóny, čtyři 47mm kanóny, šest pětihlavňových 37mm kanónů a čtyři 450mm torpédomety. Pohonný systém křižníku Amiral Charner tvořilo 16 kotlů a dva parní stroje o výkonu 8000 hp, pohánějící dva lodní šrouby. Nejvyšší rychlost dosahovala 18,2 uzlu. Dosah byl 4000 námořních mil při rychlosti 10 uzlů.